# IC 4630
IC 4630 هو اصطدام مجري، يقع في كوكبة الجاثي.

## روابط خارجية
- IC 4630 على موقع ويكي سكاي: DSS2, SDSS, GALEX, IRAS, Hydrogen α, X-Ray, Astrophoto, Sky Map, Articles and images